# Made V.I.P Tour
Made V.I.P Tour foi uma turnê chinesa de encontro de fãs, realizada pelo grupo sul-coreano Big Bang, em suporte a M,A,D e E lançados em 2015. A turnê iniciou-se em 11 de março de 2016 em Xangai na China e encerrou-se em 22 de outubro de 2016 em Honolulu nos Estados Unidos. Através da mesma, o Big Bang tornou-se o artista que mais obteve receita na China continental no ano de 2016, superando artistas locais como os cantores Jay Chou e Eason Chan, ao adquirir U$70,3 milhões de dólares em 36 concertos, representando 70% do faturamento de artistas sul-coreanos na China.

## Antecedentes
Em 6 de fevereiro de 2016, as primeiras datas da turnê foram anunciadas, contemplando oito cidades da China. Em maio, mais oito cidades foram adicionadas a turnê. Em 16 de junho, todos os ingressos esgotaram-se em menos de uma hora, para três apresentações em Hong Kong. O que levou a adição de mais uma data em 24 de julho. Posteriormente em 20 de junho, mais uma apresentação foi adicionada em Guangzhou, após a venda dos ingressos de suas duas apresentações terem sido esgotados. Em 7 de julho, foi revelado que a Made V.I.P Tour, visitaria Macau, através de duas apresentações na CotaiArena. Dois dias depois, os ingressos para as apresentações em Taiwan ocasionaram em um intenso tráfego no sistema do site de vendas, tornando-os indisponíveis, dessa forma, a venda dos ingressos foi adiada para data posterior.
Em 12 de agosto, foi anunciado pela YG Entertainment, que a turnê iria expandir-se para Honolulu nos Estados Unidos, marcando a primeira apresentação de um encontro de fãs do Big Bang na América. Posteriormente em 29 e 30 de agosto, foi divulgado que a turnê visitaria a Malásia e Singapura nos dias 1 e 2 de outubro, como suas últimas datas na Ásia.

## Repertório
1. "Loser"
2. "Bang Bang Bang"
3. "If You"
4. "Bad Boy"
5. "Strong Baby" (Seungri)
6. "Look at Me, Gwisun" (Daesung)
7. "Doom Dada" (T.O.P)
8. "Eyes, Nose, Lips" (Taeyang)
9. "Crooked" (G-Dragon)
10. "Good Boy" (GD X Taeyang)
11. "Sober"

Bis
1. "Bae Bae"
2. "We Like 2 Party"
3. "Fantastic Baby"

## Datas da turnê
| Data                                  | Cidade       | País           | Local                                                         | Público |
| ------------------------------------- | ------------ | -------------- | ------------------------------------------------------------- | ------- |
| 11 de março de 2016                   | Xangai       | China          | Mercedes-Benz Arena (Xangai)                                  | 182,000 |
| 12 de março de 2016 (2 apresentações) | Xangai       | China          | Mercedes-Benz Arena (Xangai)                                  | 182,000 |
| 13 de março de 2016                   | Shenzhen     | China          | Shenzhen Bay Sports Center                                    | 182,000 |
| 17 de março de 2016                   | Zhengzhou    | China          | Henan Sports Center                                           | 182,000 |
| 19 de março de 2016                   | Nanquim      | China          | Nanjing Olympic Sports Center Gymnasium                       | 182,000 |
| 20 de março de 2016                   | Hefei        | China          | Hefei Olympic Sports Center Stadium                           | 182,000 |
| 24 de março de 2016                   | Hangzhou     | China          | Hangzhou Sports Center                                        | 182,000 |
| 25 de março de 2016                   | Nanchang     | China          | Nanchang International Sports Center Stadium                  | 182,000 |
| 26 de março de 2016                   | Changsha     | China          | Helong Stadium                                                | 182,000 |
| 5 de junho de 2016                    | Tianjin      | China          | Tianjin Olympic Center Stadium                                | -       |
| 10 de junho de 2016                   | Foshan       | China          | Foshan Century Lotus Sports Center                            | 110,000 |
| 12 de junho de 2016                   | Nanning      | China          | Guangxi Sports Center Main Stadium                            | 110,000 |
| 24 de junho de 2016                   | Harbin       | China          | Harbin International Convention and Exhibition Center Stadium | 110,000 |
| 26 de junho de 2016                   | Dalian       | China          | Damai Center                                                  | 110,000 |
| 30 de junho de 2016                   | Chongqing    | China          | Chongqing International Expo Center                           | 110,000 |
| 1 de julho de 2016                    | Chongqing    | China          | Chongqing International Expo Center                           | 110,000 |
| 2 de julho de 2016                    | Chongqing    | China          | Chongqing International Expo Center                           | 110,000 |
| 3 de julho de 2016                    | Chengdu      | China          | Chengdu Sports Centre                                         | 110,000 |
| 7 de julho de 2016                    | Guangzhou    | China          | Guangzhou International Sports Arena                          | -       |
| 8 de julho de 2016                    | Guangzhou    | China          | Guangzhou International Sports Arena                          | -       |
| 9 de julho de 2016                    | Guangzhou    | China          | Guangzhou International Sports Arena                          | -       |
| 10 de julho de 2016                   | Xuzhou       | China          | Xuzhou Olympic Sports Centre Stadium                          | -       |
| 12 de julho de 2016                   | Xian         | China          | Shaanxi Province Stadium                                      | -       |
| 13 de julho de 2016                   | Luoyang      | China          | Luoyang City Sports Center Stadium                            | 45,000  |
| 15 de julho de 2016                   | Pequim       | China          | LeSports Center                                               | -       |
| 16 de julho de 2016                   | Pequim       | China          | LeSports Center                                               | -       |
| 17 de julho de 2016                   | Pequim       | China          | LeSports Center                                               | -       |
| 21 de julho de 2016                   | Zhongshan    | China          | Zhongshan Sports Center Stadium                               | -       |
| 22 de julho de 2016                   | Chek Lap Kok | Hong Kong      | AsiaWorld–Arena                                               | -       |
| 23 de julho de 2016                   | Chek Lap Kok | Hong Kong      | AsiaWorld–Arena                                               | -       |
| 24 de julho de 2016 (2 apresentações) | Chek Lap Kok | Hong Kong      | AsiaWorld–Arena                                               | -       |
| 3 de setembro de 2016                 | Cotai        | Macau          | CotaiArena                                                    | -       |
| 4 de setembro de 2016                 | Cotai        | Macau          | CotaiArena                                                    | -       |
| 9 de setembro de 2016                 | Taipé        | Taiwan         | National Taiwan University Sports Center                      | 10,000  |
| 10 de setembro de 2016                | Taipé        | Taiwan         | National Taiwan University Sports Center                      | 10,000  |
| 11 de setembro de 2016                | Kaohsiung    | Taiwan         | Kaohsiung Arena                                               | -       |
| 1 de outubro de 2016                  | Kuala Lumpur | Malásia        | Merdeka Stadium                                               | 30,000  |
| 2 de outubro de 2016                  | Kallang      | Singapura      | Singapore Indoor Stadium                                      | 7,000   |
| 22 de outubro de 2016                 | Honolulu     | Estados Unidos | Neal S. Blaisdell Center                                      | 6,000   |
| Total                                 | Total        | Total          | Total                                                         | 390,000 |

## Datas canceladas
| Data                                     | Cidade   | País      | Local                                    | Motivo                          |
| ---------------------------------------- | -------- | --------- | ---------------------------------------- | ------------------------------- |
| 3 de junho de 2016                       | Shenyang | China     | Shenyang Olympic Sports Center Stadium   | circunstâncias imprevistas      |
| 25 de junho de 2016                      | Dalian   | China     | Dalian Arena                             | circunstâncias imprevistas      |
| 7 de julho de 2016                       | Jinan    | China     | -                                        | circunstâncias imprevistas      |
| 19 de junho de 2016                      | Qingdao  | China     | Qingdao Sports Center Guoxin Stadium     | circunstâncias imprevistas      |
| 10 de setembro de 2016 (2 apresentações) | Taipé    | Taiwan    | National Taiwan University Sports Center | circunstâncias imprevistas      |
| 29 de outubro de 2016                    | Bancoque | Tailândia | IMPACT Arena                             | morte do rei Bhumibol Adulyadej |
| 30 de outubro de 2016                    | Bancoque | Tailândia | IMPACT Arena                             | morte do rei Bhumibol Adulyadej |